# St. Martin (Uchenhofen)

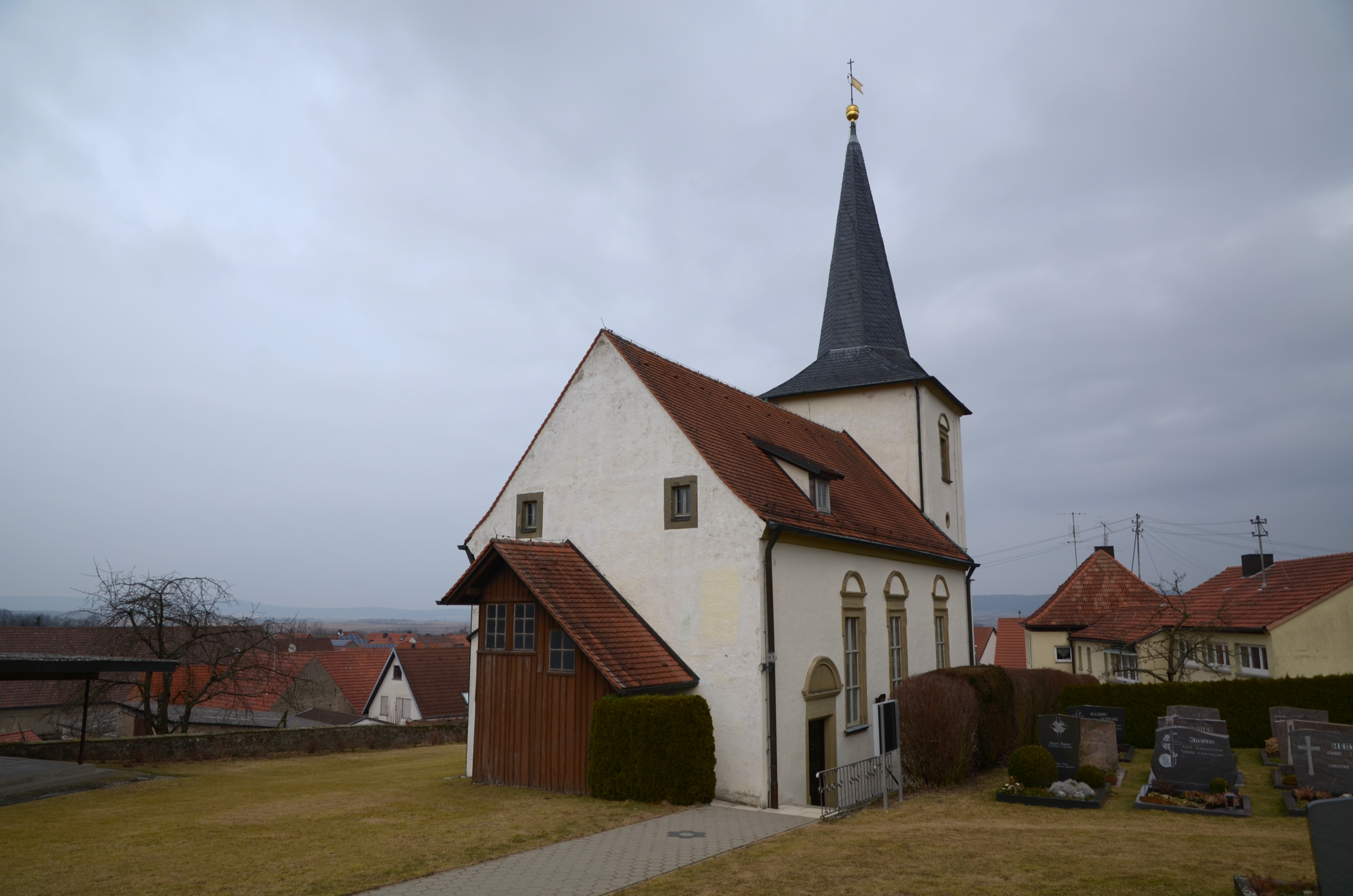
St. Martin (Uchenhofen)

Die evangelisch-lutherische Filialkirche St. Martin steht in Uchenhofen, einem Gemeindeteil der Kreisstadt Haßfurt im unterfränkischen Landkreis Haßberge in Bayern. Das denkmalgeschützte Bauwerk erhielt sein Erscheinungsbild im 17. Jahrhundert. Die Kirche gehört zur Pfarrei Holzhausen im Dekanat Rügheim im Kirchenkreis Bayreuth der Evangelisch-Lutherischen Kirche in Bayern.

## Beschreibung
Die Saalkirche wurde im 17. Jahrhundert barock umgebaut. Im Zweiten Weltkrieg wurde sie zerstört, aber von 1947 bis 1953 wieder aufgebaut. Das Langhaus ist mit einem Satteldach bedeckt, der Chorturm im Osten mit einem achtseitigen, schiefergedeckten Knickhelm. Die Orgel mit 10 Registern, auf einem Manual und Pedal wurde 2006 von der Orgelbau Waltershausen errichtet.